# Classe ATC R03
La classe ATC R03, dénommée « Médicaments pour les maladies obstructives des voies respiratoires », est un sous-groupe thérapeutique de la classification anatomique, thérapeutique et chimique, développée par l'OMS pour classer les médicaments et autres produits médicaux. La classe ATC vétérinaire correspondante dans la classification ATCvet est QR03. Le sous-groupe présenté ici est celui établi par l'OMS, et peut donc différer des versions dérivées utilisées dans certains pays. Il fait partie du groupe anatomique R de la classification, intitulé « Système respiratoire ».

## R03A Adrénergiques en inhalation

### R03AA Agonistes des alpha- et bêta-adrénorécepteurs
R03AA01 Épinéphrine (Adrénaline)

### R03AB Agonistes non-sélectifs des bêta-adrénorécepteurs
R03AB02 Isoprénaline
R03AB03 Orciprenaline

### R03AC Agonistes sélectifs des bêta2-adrénorécepteurs
R03AC02 Salbutamol
R03AC03 Terbutaline
R03AC04 Fénotérol (en)
R03AC05 Rimitérol (en)
R03AC06 Hexoprénaline (en)
R03AC07 Isoétarine (en)
R03AC08 Pirbutérol (en)
R03AC09 Trétoquinol (en)
R03AC10 Carbutérol (en)
R03AC11 Tulobutérol (en)
R03AC12 Salmétérol
R03AC13 Formotérol
R03AC14 Clenbutérol
R03AC15 Réprotérol (en)
R03AC16 Procatérol (en)
R03AC17 Bitoltérol (en)
R03AC18 Indacatérol
R03AC19 Olodatérol

### R03AH Associations d'adrénergiques
Classe vide.

### R03AK Adrénergiques en association avec des corticostéroïdes et d'autres principes actifs, à l'exclusion des anticholinergiques
R03AK01 Adrénaline avec d'autres substances pour les maladies obstructives des voies respiratoires
R03AK02 Isoprénaline avec d'autres substances pour les maladies obstructives des voies respiratoires
R03AK04 Salbutamol et cromoglicate de sodium
R03AK05 Réprotérol et cromoglicate de sodium
R03AK06 Salmétérol et fluticasone
R03AK07 Formotérol et budésonide
R03AK08 Formotérol et béclométasone
R03AK09 Formotérol et mométasone
R03AK10 Vilantérol et furoate de fluticasone (en)
R03AK11 Formotérol et fluticasone
R03AK12 Salmétérol et budésonide
R03AK13 Salbutamol et beclométasone

### R03AL Adrénergiques en association avec un anticholinergique incluant les triple-associations avec des corticostéroïdes
R03AL01 Fénotérol et bromure d'ipratropium
R03AL02 Salbutamol et bromure d'étipratropium
R03AL03 Vilantérol et bromure d'uméclidinium (en)
R03AL04 Indacatérol et bromure de glycopyrronium
R03AL05 Formotérol et bromure d'aclidinium
R03AL06 Olodatérol et bromure de tiotropium
R03AL07 Formotérol et bromure de glycopyrronium
R03AL08 Vilantérol, bromure d'umeclidinium et furoate de fluticasone
R03AL09 Formotérol, bromure de glycopyrronium et beclométasone

## R03B Autres médicaments en inhalation pour les maladies obstructives des voies respiratoires

### R03BA Glucocorticoïdes
R03BA01 Béclométasone
R03BA02 Budésonide
R03BA03 Flunisolide
R03BA04 Bétaméthasone
R03BA05 Fluticasone
R03BA06 Triamcinolone
R03BA07 Furoate de mométasone (en)
R03BA08 Ciclésonide
R03BA09 Furoate de fluticasone

### R03BB Anticholinergiques
R03BB01 Bromure d'ipratropium
R03BB02 Bromure d'oxitropium (en)
R03BB03 préparations à base de stramoine
R03BB04 Bromure de tiotropium
R03BB05 Bromure d'aclidinium (en)
R03BB06 Bromure de glycopyrronium
R03BB07 Bromure d'uméclidinium (en)
R03BB54 Bromure de tiotropium, associations

### R03BC Agents antiallergiques, à l'exclusion des corticostéroïdes
R03BC01 Acide cromoglicique
R03BC03 Nédocromil

### R03BX Autres médicaments en inhalation pour les maladies obstructives des voies respiratoires
R03BX01 Fenspiride

## R03C Adrénergiques pour usage systémique

### R03CA Agonistes des alpha- et bêta-adrénorécepteurs
R03CA02 Éphédrine

### R03CB Agonistes non-sélectifs des bêta-adrénorécepteurs
R03CB01 Isoprénaline
R03CB02 Méthoxyphénamine (en)
R03CB03 Orciprenaline
R03CB51 Isoprénaline, associations
R03CB53 Orciprénaline, asoociations

### R03CC Agonistes sélectifs des bêta-2-adrénorécepteurs
R03CC02 Salbutamol
R03CC03 Terbutaline
R03CC04 Fénotérol (en)
R03CC05 Hexoprénaline (en)
R03CC06 Isoétarine (en)
R03CC07 Pirbutérol (en)
R03CC08 Procatérol (en)
R03CC09 Trétoquinol (en)
R03CC10 Carbutérol (en)
R03CC11 Tulobutérol (en)
R03CC12 Bambutérol
R03CC13 Clenbutérol
R03CC14 Réprotérol (en)
R03CC53 Terbutaline, associations
QR03CC90 Clenbutérol, associations

### R03CK Adrénergiques et autres médicaments pour les maladies obstructives des voies respiratoires
Vide.

## R03D Autres médicaments systémiques pour les maladies obstructives des voies respiratoires

### R03DA Xanthines
R03DA01 Diprophylline (en)
R03DA02 Théophyllinate de choline (en)
R03DA03 Proxyphylline (en)
R03DA04 Théophylline
R03DA05 Aminophylline (en)
R03DA06 Étamiphylline (en)
R03DA07 Théobromine
R03DA08 Bamifylline (en)
R03DA09 Acéfylline pipérazine (en)
R03DA10 Bufylline (en)
R03DA11 Doxofylline (en)
R03DA12 Théophyllinacétate de mépyramine
R03DA20 Associations de xanthines
R03DA51 Diprophylline, associations
R03DA54 Théophylline, associations excluant psycholeptiques
R03DA55 Aminophylline, associations
R03DA57 Théobromine, associations
R03DA74 Théophylline, associations avec psycholeptiques

### R03DB Xanthines et adrénergiques
R03DB01 Diprophylline et adrénergiques
R03DB02 Théophyllinate de choline et adrénergiques
R03DB03 Proxyphylline et adrénergiques
R03DB04 Théophylline et adrénergiques
R03DB05 Aminophylline et adrénergiques
R03DB06 Étamiphylline et adrénergiques

### R03DC Antagonistes des récepteurs des leucotriènes
R03DC01 Zafirlukast (en)
R03DC02 Pranlukast (en)
R03DC03 Montélukast
R03DC04 Ibudilast (en)
R03DC53 Montélukast, associations

### R03DX Autres médicaments systémiques pour les maladies obstructives des voies respiratoires
R03DX01 Amlexanox (en)
R03DX02 Éprozinol (en)
R03DX03 Fenspiride
R03DX05 Omalizumab
R03DX06 Sératrodast (en)
R03DX07 Roflumilast
R03DX08 Reslizumab
R03DX09 Mépolizumab
R03DX10 Benralizumab